# Keith Gordon
Keith Gordon (New York, 3 februari 1961) is een Amerikaans acteur en regisseur. Zijn ouders zijn ook acteurs.
Zijn eerste filmrol was een klein rolletje in de film Jaws 2, als Doug Fetterman (een clown). Hij is echter vooral bekend als hoofdrolspeler in de film Christine. Andere films waarin hij heeft gespeeld zijn: Dressed to Kill, The Legend of Billie Jean. Verder heeft hij in de komedie Back to School uit 1986 gespeeld. Zijn laatste film waar hij als acteur in speelde is Delivering Milo uit 2001.
Hierna is hij als regisseur aan het werk gegaan. Van 1988 tot en met 2006 heeft hij twaalf films op zijn naam staan, zijn laatste werk komt in 2007 uit.
Sinds 1998 is hij getrouwd met Rachel Griffin.

## Filmografie

### Acteren
- Medical Center Televisieserie - Herbie (Afl., The Price of a Child, 1975)
- Jaws 2 (1978) - Doug Fetterman
- Meeting Halfway (televisiefilm, 1979) - Rol onbekend
- Studs Lonigan (Mini-serie, 1979) - Jonge Paulie
- All That Jazz (1979) - Jonge Joe Gideon
- Home Movies (1980) - Denis Byrd
- Dressed to Kill (1980) - Peter Miller
- Kent State (Televisiefilm, 1981) - Jeff Miller
- My Palikari (Televisiefilm, 1982) - Rol onbekend
- Christine (1983) - Arnie Cunningham
- Single Bars, Single Women (Televisiefilm, 1984) - Lionel
- The Legend of Billie Jean (1985) - Lloyd
- Charlie Barnett's Terms of Enrollment (Video, 1986) - Overvaller
- Back to School (1986) - Jason Melon
- Static (1986) - Ernie Blick
- Combat High (Televisiefilm, 1986) - Maxwell 'Max' Mendelsson
- Miami Vice Televisieserie - Prof. Terrence 'Terry' Baines (Afl., Leap of Faith, 1989)
- WIOU Televisieserie - George Lewis (Afl., Do the Wrong Thing, 1990|Mother Nature's Son, 1990)
- Brooklyn Bridge Televisieserie - Neef Herbie (Afl., The Wild Pitch, 1993)
- Hogg's Heaven (Televisiefilm, 1994) - William Hogg
- I Love Trouble (1994) - Andy
- Delivering Milo (2001) - Dr. Baumgartner

### Regie
- The Chocolate War (1988)
- A Midnight Clear (1992)
- Wild Palms (1993) - miniserie
- Mother Night (1996)
- Waking the Dead (2000)
- Shadow Realm (2002) - tv-film, segment Patterns
- The Singing Detective (2003)

- Biblioteca Nacional de España: XX1386887
- Bibliothèque nationale de France: cb14049399f (data)
- Gemeinsame Normdatei: 141204818
- International Standard Name Identifier: 0000 0001 1918 4979
- Library of Congress Control Number: n93050985
- Nationale Bibliotheek van Tsjechië: xx0170991
- Nationale Bibliotheek van Israël: 987007429180905171
- Nederlandse Thesaurus van Auteursnamen: 074980351
- Système universitaire de documentation: 060157968
- Virtual International Authority File: 17424715
- WorldCat: E39PBJd3HqbWVPPdWgMkFrkYyd